# Felsőbencsek
Felsőbencsek (románul: Bencecu de Sus, németül: Deutschbentschek), falu Romániában, a Bánságban, Temes megyében.

## Fekvése
Temesvártól északkeletre, Temesjenő és Temesgyarmat közt fekvő település.

## Története
Felsőbencsek nevét 1471-ben említette először oklevél Felsewwenecze néven.
1888-ban Német-Bencsek, 1913-ban Felsőbencsek néven említették.
Felsőbencsek, Német-Bencsek, története a németek letelepedéséig közös Alsóbencsekével. 1794-ben  mikor német bevándorlók érkeztek ide, egymással szemben két helység keletkezett, melyeket a Báczin-patak választott el egymástól.
A németek, akikhez a környékből több magyar is csatlakozott, a domb északi oldalán, a régi Felső-Venécze helyén építtették házaikat és ez lett Német-Bencsek. Később, 1805-807 között a németek déli irányban, 1 km.-rel lejjebb új községet építettek, mely tökéletes négyszögalakban, széles utcákkal és középütt térséggel épült.
1814-ig kincstári birtok volt.1819-től birtokosa volt a Kevermesi Thököly család is, mely itt római katolikus plébániát építtetett itt. Az új templom 1832-33-ban épült fel Kevermesi Thököly Péter áldozatkészségéből.
1891-ben a Pallas Nagy Lexikona írta a településről:
Bencsek:
1. Német-Bencsek, kisközség Temes vármegye Vingai járásában, 1769 német lakossal, postahivatallal és postatakarékpénztárral.
2. Román-Bencsek, kisközség ugyanott, 635 oláh lakossal.
A 20. század elejének adatai szerint a plébánia könyvtárában érdekes munka volt található, melyet Örtl Jeromos 1620-ban adott ki. E mű német nyelven volt írva és Magyarország történetét tárgyalta, számos képpel.
A trianoni békeszerződés előtt Temes vármegye Temesrékasi járásához tartozott.
1910-ben 1528 lakosából 23 magyar, 1455 német, 46 román volt. Ebből 1480 római katolikus, 43 görög keleti ortodox volt.

## Források

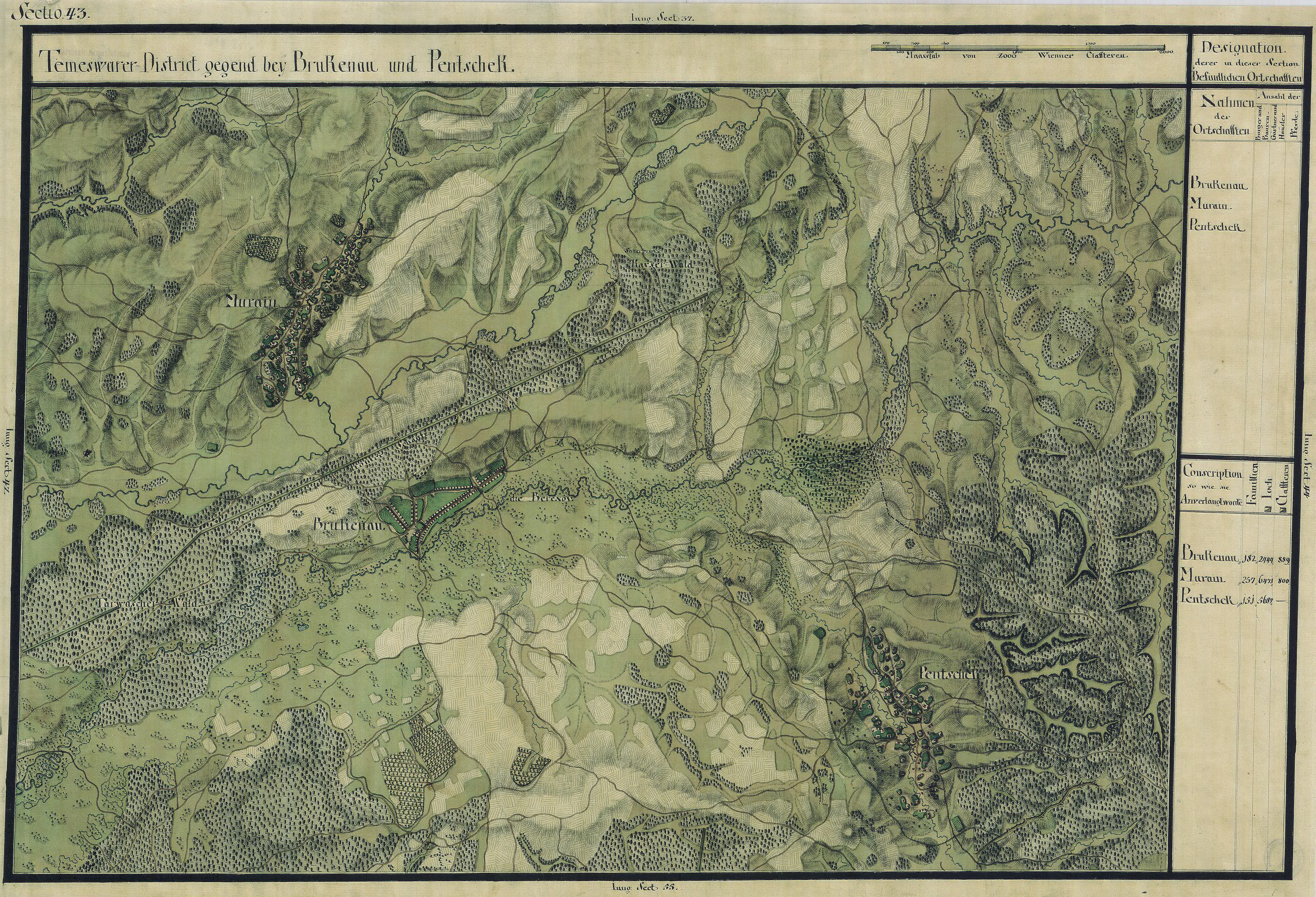
Felsőbencsek egy régi térképen